# Rostislav Senjuk
Rostislav Senjuk (* 29. ledna 1963 Plzeň) je český politik, v letech 2009 až 2013 předseda Strany soukromníků České republiky, po sametové revoluci československý poslanec Sněmovny národů Federálního shromáždění za Občanské fórum, později za Stranu československých podnikatelů, živnostníků a rolníků.

## Biografie
V roce 1984 absolvoval Strojní fakultu Vysoké škole strojní a elektrotechnické v Plzni, obor jaderné tepelné stroje a zařízení.
V letech 1989–1990 působil jako mluvčí Občanského fóra v podniku Škoda Plzeň. Ve volbách roku 1990 zasedl do české části Sněmovny národů Federálního shromáždění (volební obvod Západočeský kraj) za OF. Po rozkladu OF v roce 1991 přešel do frakce NOF (Nezávislí poslanci Občanského fóra). V roce 1992 pak přešel do poslaneckého klubu formace Strana československých podnikatelů, živnostníků a rolníků. Ve Federálním shromáždění setrval do voleb roku 1992. V parlamentu byl členem rozpočtového výboru, hlavním autorem zákona č. 82/91 Sb. (velký restituční zákon) a spoluautorem zákona č. 403/90 Sb. (malý restituční zákon).
V letech 1992–2008 zastával post prvního místopředsedy mimoparlamentní Strany podnikatelů, živnostníků a rolníků ČR. Od roku 2009 byl předsedou Strany soukromníků České republiky. V roce 2011 byl pozván na 22. kongres ODS, kde pronesl jménem Strany soukromníků zdravici. Na funkci předsedy Strany soukromníků České republiky rezignoval v listopadu 2013 po neúspěchu ve volbách.
V roce 1996 dokončil studium na Vysoké škole ekonomické v Praze (Fakulta financí a účetnictví) a roku 2007 absolvoval i Právnickou fakultu Západočeské univerzity. Působí jako podnikatel v právním a ekonomickém poradenství, v oblasti obnovitelných energetických zdrojů a mezinárodním obchodě.